# Ring Ka King
Ring Ka King (King of the Ring en inglés y Rey del Ring en español) fue una marca india de lucha libre profesional de Total Nonstop Action Wrestling (TNA), (ahora conocida como Impact Wrestling). El rodaje del producto televisivo de la promoción comenzó en diciembre de 2011 con el respaldo de Endemol y debutó en The Colors Network de la India el 28 de enero de 2012. La primera temporada de 26 episodios concluyó el 22 de abril.
Jeff Jarrett estuvo a cargo de la promoción, trabajando junto a Dave Lagana, Sonjay Dutt y Jeremy Borash. Savio Vega y Nick Dinsmore fueron responsables de entrenar el talento indio en Ohio Valley Wrestling.

## Historia
En 2011, TNA anunció un proyecto en India. Se reveló que el proyecto era un programa de lucha televisado original destinado al mercado indio, titulado Ring Ka King. La promoción estuvo a cargo de Jeff Jarrett. Jeremy Borash, Dave Lagana y Sonjay Dutt ayudaron a Jarrett con la gestión.
Ring Ka King fue grabado en la India y contó con luchadores indios y no indios actuando en el programa. La mayoría de los luchadores no indios tenían contrato con TNA; esto incluyó a Zema Ion, Scott Steiner y Abyss, entre otros. Los luchadores independientes Sonjay Dutt, Isaiah Cash y American Adonis también aparecieron en el programa.
Después de la primera temporada de Ring Ka King, TNA expresó dudas de que se produjera una segunda temporada.

## Campeonatos

### RKK World Heavyweight Championship
El Campeonato Mundial de Peso Pesado de RKK fue un campeonato de lucha libre profesional de peso pesado y el título más importante en la promoción. RKK organizó un torneo para coronar al primer campeón.

#### Torneo por el campeonato mundial RKK
|  | Cuartos de final | Cuartos de final      | Cuartos de final |               |                | Semifinales    | Semifinales | Semifinales |  |               | Final         | Final | Final |  |
|  |                  |                       |                  |               |                |                |             |             |  |               |               |       |       |  |
|  |                  |                       |                  |               |                |                |             |             |  |               |               |       |       |  |
|  | 1                | Dr. Nicholas Dinsmore | [ 7 ]            |               |                |                |             |             |  |               |               |       |       |  |
|  | 1                | Dr. Nicholas Dinsmore | [ 7 ]            |               |                |                |             |             |  |               |               |       |       |  |
|  | 8                | Mahabali Veera        | Pin              |               |                |                |             |             |  |               |               |       |       |  |
|  | 8                | Mahabali Veera        | Pin              |               | Mahabali Veera | Mahabali Veera | [ 8 ]       |             |  |               |               |       |       |  |
|  |                  |                       |                  |               | Mahabali Veera | Mahabali Veera | [ 8 ]       |             |  |               |               |       |       |  |
|  |                  |                       | Scott Steiner    | Scott Steiner | Pin            |                |             |             |  |               |               |       |       |  |
|  | 5                | Scott Steiner         | Scott Steiner    | Scott Steiner | Pin            | Pin            |             |             |  |               |               |       |       |  |
|  | 5                | Scott Steiner         |                  |               |                |                |             |             |  |               |               |       |       |  |
|  | 4                | Max B                 | [ 9 ]            |               |                |                |             |             |  |               |               |       |       |  |
|  | 4                | Max B                 | [ 9 ]            |               |                |                |             |             |  | Scott Steiner | Scott Steiner | [ 8 ] |       |  |
|  |                  |                       |                  |               |                |                |             |             |  | Scott Steiner | Scott Steiner | [ 8 ] |       |  |
|  |                  |                       | Matt Morgan      | Matt Morgan   | Pin            |                |             |             |  |               |               |       |       |  |
|  | 3                | Matt Morgan           | Matt Morgan      | Matt Morgan   | Pin            | Pin            |             |             |  |               |               |       |       |  |
|  | 3                | Matt Morgan           |                  |               |                |                |             |             |  |               |               |       |       |  |
|  | 6                | Sir Brutus Magnus     | [ 7 ]            |               |                |                |             |             |  |               |               |       |       |  |
|  | 6                | Sir Brutus Magnus     | [ 7 ]            |               | Matt Morgan    | Matt Morgan    | Pin         |             |  |               |               |       |       |  |
|  |                  |                       |                  |               | Matt Morgan    | Matt Morgan    | Pin         |             |  |               |               |       |       |  |
|  |                  |                       | Sonjay Dutt      | Sonjay Dutt   | [ 8 ]          |                |             |             |  |               |               |       |       |  |
|  | 7                | Chavo Guerrero        | Sonjay Dutt      | Sonjay Dutt   | [ 8 ]          | [ 9 ]          |             |             |  |               |               |       |       |  |
|  | 7                | Chavo Guerrero        |                  |               |                |                |             |             |  |               |               |       |       |  |
|  | 2                | Sonjay Dutt           | Pin              |               |                |                |             |             |  |               |               |       |       |  |
|  | 2                | Sonjay Dutt           | Pin              |               |                |                |             |             |  |               |               |       |       |  |
|  |                  |                       |                  |               |                |                |             |             |  |               |               |       |       |  |

### Lista de campeones
|   | Luchador          | N.º | Fecha                   | Días | Show o evento | Notas y referencias |
| - | ----------------- | --- | ----------------------- | ---- | ------------- | --- |
| 1 | Matt Morgan       | 1   | 19 de diciembre de 2011 | 2    | Ring Ka King  | Derrotó a Scott Steiner en la final de un torneo de ocho hombres para convertirse en el primer campeón. Este episodio se emitió el 5 de febrero de 2012. . |
| 2 | Sir Brutus Magnus | 1   | 21 de diciembre de 2011 | 33   | Ring Ka King  | Este episodio se emitió el 4 de marzo de 2012. |
| 3 | Mahabali Veera    | 1   | 23 de enero de 2012     | 91   | Ring Ka King  | Este episodio se emitió el 21 de abril de 2012. |
| — | Desactivado       | —   | 22 de abril de 2012     | —    | Ring Ka King  | Desactivado por el cierre de Ring Ka King. |

### RKK Tag Team Championship
El campeonato por parejas de RKK fue un campeonato de lucha libre profesional en parejas en la promoción Ring Ka King. RKK organizó un torneo para coronar a los primeros campeones.

#### Torneo por el campeonato por parejas de RKK
|  | Cuartos de final | Cuartos de final                                       | Cuartos de final                            |                                             |                                                        | Semifinales                                            | Semifinales | Semifinales |  |                                | Final                          | Final  | Final |  |
|  |                  |                                                        |                                             |                                             |                                                        |                                                        |             |             |  |                                |                                |        |       |  |
|  |                  |                                                        |                                             |                                             |                                                        |                                                        |             |             |  |                                |                                |        |       |  |
|  | 1                | Pathani Patthe                                         | [ 13 ]                                      |                                             |                                                        |                                                        |             |             |  |                                |                                |        |       |  |
|  | 1                | Pathani Patthe                                         | [ 13 ]                                      |                                             |                                                        |                                                        |             |             |  |                                |                                |        |       |  |
|  | 8                | The Sheiks (Sheik Mustafa Bashir y Sheik Abdul Bashir) | Pin                                         |                                             |                                                        |                                                        |             |             |  |                                |                                |        |       |  |
|  | 8                | The Sheiks (Sheik Mustafa Bashir y Sheik Abdul Bashir) | Pin                                         |                                             | The Sheiks (Sheik Mustafa Bashir y Sheik Abdul Bashir) | The Sheiks (Sheik Mustafa Bashir y Sheik Abdul Bashir) | [ 14 ]      |             |  |                                |                                |        |       |  |
|  |                  |                                                        |                                             |                                             | The Sheiks (Sheik Mustafa Bashir y Sheik Abdul Bashir) | The Sheiks (Sheik Mustafa Bashir y Sheik Abdul Bashir) | [ 14 ]      |             |  |                                |                                |        |       |  |
|  |                  |                                                        | Bulldog Hart yChavo Guerrero Jr.            | Bulldog Hart yChavo Guerrero Jr.            | Pin                                                    |                                                        |             |             |  |                                |                                |        |       |  |
|  | 5                | Bulldog Hart y Chavo Guerrero Jr.                      | Bulldog Hart yChavo Guerrero Jr.            | Bulldog Hart yChavo Guerrero Jr.            | Pin                                                    | Pin                                                    |             |             |  |                                |                                |        |       |  |
|  | 5                | Bulldog Hart y Chavo Guerrero Jr.                      |                                             |                                             |                                                        |                                                        |             |             |  |                                |                                |        |       |  |
|  | 4                | Broadway y Hollywood                                   | [ 13 ]                                      |                                             |                                                        |                                                        |             |             |  |                                |                                |        |       |  |
|  | 4                | Broadway y Hollywood                                   | [ 13 ]                                      |                                             |                                                        |                                                        |             |             |  | Sir Brutus Magnus ySonjay Dutt | Sir Brutus Magnus ySonjay Dutt | [ 14 ] |       |  |
|  |                  |                                                        |                                             |                                             |                                                        |                                                        |             |             |  | Sir Brutus Magnus ySonjay Dutt | Sir Brutus Magnus ySonjay Dutt | [ 14 ] |       |  |
|  |                  |                                                        | Bulldog Hart y Chavo Guerrero Jr.           | Bulldog Hart y Chavo Guerrero Jr.           | Pin                                                    |                                                        |             |             |  |                                |                                |        |       |  |
|  | 3                | Sir Brutus Magnus y Sonjay Dutt                        | Bulldog Hart y Chavo Guerrero Jr.           | Bulldog Hart y Chavo Guerrero Jr.           | Pin                                                    | Pin                                                    |             |             |  |                                |                                |        |       |  |
|  | 3                | Sir Brutus Magnus y Sonjay Dutt                        |                                             |                                             |                                                        |                                                        |             |             |  |                                |                                |        |       |  |
|  | 6                | Jimmy Rave y Zema Ion                                  | [ 13 ]                                      |                                             |                                                        |                                                        |             |             |  |                                |                                |        |       |  |
|  | 6                | Jimmy Rave y Zema Ion                                  | [ 13 ]                                      |                                             | Sir Brutus Magnus y Sonjay Dutt                        | Sir Brutus Magnus y Sonjay Dutt                        | Pin         |             |  |                                |                                |        |       |  |
|  |                  |                                                        |                                             |                                             | Sir Brutus Magnus y Sonjay Dutt                        | Sir Brutus Magnus y Sonjay Dutt                        | Pin         |             |  |                                |                                |        |       |  |
|  |                  |                                                        | The Bollywood Boyz(Gurv Sihra y Harv Sihra) | The Bollywood Boyz(Gurv Sihra y Harv Sihra) | [ 14 ]                                                 |                                                        |             |             |  |                                |                                |        |       |  |
|  | 7                | The Bollywood Boyz (Gurv Sihra y Harv Sihra)           | The Bollywood Boyz(Gurv Sihra y Harv Sihra) | The Bollywood Boyz(Gurv Sihra y Harv Sihra) | [ 14 ]                                                 | Pin                                                    |             |             |  |                                |                                |        |       |  |
|  | 7                | The Bollywood Boyz (Gurv Sihra y Harv Sihra)           |                                             |                                             |                                                        |                                                        |             |             |  |                                |                                |        |       |  |
|  | 2                | Mumbai Catz                                            | [ 13 ]                                      |                                             |                                                        |                                                        |             |             |  |                                |                                |        |       |  |
|  | 2                | Mumbai Catz                                            | [ 13 ]                                      |                                             |                                                        |                                                        |             |             |  |                                |                                |        |       |  |
|  |                  |                                                        |                                             |                                             |                                                        |                                                        |             |             |  |                                |                                |        |       |  |

### Lista de campeones
|   | Luchador                                   | N.º | Fecha                   | Días | Show o evento | Notas y referencias |
| - | ------------------------------------------ | --- | ----------------------- | ---- | ------------- | --- |
| 1 | Bulldog Hart y Chavo Guerrero Jr.          | 1   | 20 de diciembre de 2011 | 28   | Ring Ka King  | Hart y Guerrero derrotaron a Sir Brutus Magnus y Sonjay Dutt en la final de un torneo para convertirse en los campeones inaugurales. Este episodio se emitió el 19 de febrero de 2012. |
| 2 | RDX (Abyss y Scott Steiner)                | 1   | 17 de enero de 2012     | 5    | Ring Ka King  | Este episodio se emitió el 11 de marzo de 2012. |
| 3 | The Bollywood Boyz Gurv Sihra y Harv Sihra | 1   | 22 de enero de 2012     | 92   | Ring Ka King  | Este episodio se emitió el 14 de abril de 2012. |
| — | Desactivado                                | —   | 22 de abril de 2012     | —    | Ring Ka King  | Desactivado por el cierre de Ring Ka King. |

## Alumni

### Roster Masculino
| Nombre en el Ring     | Nombre real              | Notas                                  |
| --------------------- | ------------------------ | -------------------------------------- |
| Abyss                 | Chris Parks              |                                        |
| Aghori Saya           | Monty Singh              |                                        |
| American Adonis       | Christopher Mordetzky    |                                        |
| Barood                | Sandeep Tikone           |                                        |
| Bulldog Hart          | Harry Smith              |                                        |
| Chavo Guerrero Jr.    | Salvador Guerrero IV     |                                        |
| Deadly Danda          | Saurav Gurjar            |                                        |
| Dr. Nicholas Dinsmore | Nicholas Dinsmore        |                                        |
| Gurv Sihra            | Gurv Sihra               |                                        |
| Harv Sihra            | Harv Sihra               |                                        |
| Isaiah Cash           | Andrew Hankinson         |                                        |
| Jeff Jarrett          | Jeffrey Jarrett          | Fundador                               |
| Jimmy Rave            | James Guffey             |                                        |
| Joey Hollywood        | Joseph Meehan            |                                        |
| Jwala                 | Tejinder Singh           |                                        |
| Mahabali Veera        | Amanpreet Singh          |                                        |
| Matt Morgan           | Matthew Morgan           |                                        |
| Max B                 | Max Basnet               |                                        |
| Mumbai Cat #1         | James Guffey             |                                        |
| Mumbai Cat #2         | Joseph Meehan            |                                        |
| Pagal Parinda         | Vikas Kumar              |                                        |
| Pathani Pattha #1     | Ashab Ahmad Malik Hashim |                                        |
| Pathani Pattha #2     | Ghulam Sabir             |                                        |
| Roscoe Jackson        | William Mueller          |                                        |
| Romeo Rapta           | Dinesh Kumar Rapta       |                                        |
| Scott Steiner         | Scott Rechsteiner        |                                        |
| Sheik Abdul Bashir    | Dara Daivari             |                                        |
| Sheik Mustafa Bashir  | Ariya Daivari            |                                        |
| Shera                 | Harjeet Singh            | interprete de American Adonis/luchador |
| Sir Brutus Magnus     | Nicholas Aldis           |                                        |
| Sonjay Dutt           | Retesh Bhalla            |                                        |
| Tony Broadway         | James Maritato           |                                        |
| TNT                   | Juan Rivera              |                                        |
| Yamamotoyama          | Yamamotoyama Ryūta       |                                        |
| Zema Ion              | Michael Paris            |                                        |
| Zoravar               | Sarvesh Kumar            |                                        |

### Roster femenino
| Nombre en el Ring         | Nombre real      | Notas                                                                                |
| ------------------------- | ---------------- | ------------------------------------------------------------------------------------ |
| Alissa Flash/Raisha Saeed | Melissa Anderson | Como Raisha Saeed, gerente de The Sheiks (Sheik Abdul Bashir y Sheik Mustafa Bashir) |
| Mickie James              | Mickie James     |                                                                                      |
| Angelina Love             | Lauren Williams  |                                                                                      |

### Gestión
| Nombre en el Ring | Nombre real      | Notas                    |
| ----------------- | ---------------- | ------------------------ |
| Dave Lagana       | Dave Lagana      | Escritor jefe            |
| Dutch Mantell     | Wayne Keown      | Entrenador               |
| Jeremy Borash     | Jeremy Borash    | Entrevistador Anunciador |
| Jazzy Lahoria     | Jazzy Lahoria    | Comisionado (kayfabe)    |
| Joe Bath          | Joe Bath         | Comentarista             |
| Keith Mitchell    | Keith Mitchell   | Productor                |
| Kubra Sait        | Kubra Sait       | Anunciador               |
| Rick Fansher      | Rick Fansher     | Director                 |
| Rudy Charles      | Daniel Engler    | Árbitro                  |
| Bill Clark        | Bill Clark       | Árbitro                  |
| Ram Menan         | Ram Menan        | Entrevistador            |
| Siddharth Kannan  | Siddharth Kannan | Comentarista             |
| Harbhajan Singh   | Harbhajan Singh  | Promotor                 |
| Savio Vega        | Juan Rivera      | Entrenador               |

## Transmisión internacional
| País                    | Cadena                | Referencias |
| ----------------------- | --------------------- | ----------- |
| Bandera de Canadá       | Rogers Cable (Colors) |             |
| Bandera del Reino Unido | Sky (Colors)          |             |
| Bandera del Reino Unido | Dish Network (Colors) |             |